# Championnats d'Europe de gymnastique artistique féminine 1967
Navigation
Édition précédente Édition suivante
Les 6e championnats d'Europe de gymnastique artistique féminine ont eu lieu à Amsterdam (Pays-Bas) en 1967.

## Résultats

### Concours général individuel
| Rang               | Pays               | Gymnaste            | Saut  | Barres asymétriques | Poutre | Sol   | Total  |
| ------------------ | ------------------ | ------------------- | ----- | ------------------- | ------ | ----- | ------ |
| Médaille d'or      | Tchécoslovaquie    | Vera Caslavska      | 9.833 | 9.433               | 9.833  | 9.866 | 38.965 |
| Médaille d'argent  | Union soviétique   | Zinaida Druzhinina  | 9.500 | 9.500               | 9.733  | 9.800 | 38.533 |
| Médaille de bronze | Tchécoslovaquie    | Mariana Krajcirova  | 9.600 | 9.433               | 9.566  | 9.600 | 38.199 |
| 4                  | Allemagne de l'Est | Karin Janz          | 9.533 | 9.433               | 9.733  | 9.366 | 38.065 |
| 5                  | Allemagne de l'Est | Erika Zuchold       | 9.700 | 9.166               | 9.666  | 9.366 | 37.898 |
| 6                  | Hongrie            | Margit Oroszi       | 9.333 | 9.400               | 9.566  | 9.266 | 37.565 |
| 7                  | France             | Évelyne Letourneur  | 9.333 | 9.100               | 9.533  | 9.400 | 37.366 |
| 8                  | Bulgarie           | Maria Karachka      | 9.200 | 9.300               | 9.233  | 9.400 | 37.133 |
| 9                  | Union soviétique   | Natalia Kuchinskaya | 9.600 | 7.766               | 9.766  | 9.833 | 36.965 |
| 10                 | Hongrie            | Agnes Banfai        | 9.233 | 9.400               | 9.433  | 8.600 | 36.666 |
| 11                 | Suède              | Marie Lundquist     | 9.100 | 8.866               | 9.200  | 9.300 | 36.466 |
| 12                 | France             | Nicole Bourdiau     | 8.866 | 9.066               | 9.200  | 9.233 | 36.365 |
| 13                 | Bulgarie           | Anastasia Mitova    | 8.933 | 8.866               | 9.266  | 9.266 | 36.331 |
| 14                 | Pays-Bas           | Margot Klees        | 9.066 | 9.033               | 9.066  | 9.133 | 36.298 |
| 15                 | Italie             | Adriana Biagotti    | 8.833 | 9.200               | 9.200  | 8.933 | 36.266 |
| 16                 | Yougoslavie        | Natalija Sljepica   | 9.066 | 9.066               | 8.900  | 9.200 | 36.232 |
| 17                 | Roumanie           | Elena Ceampelea     | 9.066 | 9.266               | 8.100  | 9.500 | 35.932 |
| 18                 | Pologne            | Halina Daniec       | 8.933 | 9.300               | 9.233  | 8.400 | 35.866 |
| 19                 | Roumanie           | Rozalia Filipescu   | 8.700 | 8.933               | 8.766  | 9.433 | 35.832 |

### Finales par engins

#### Saut

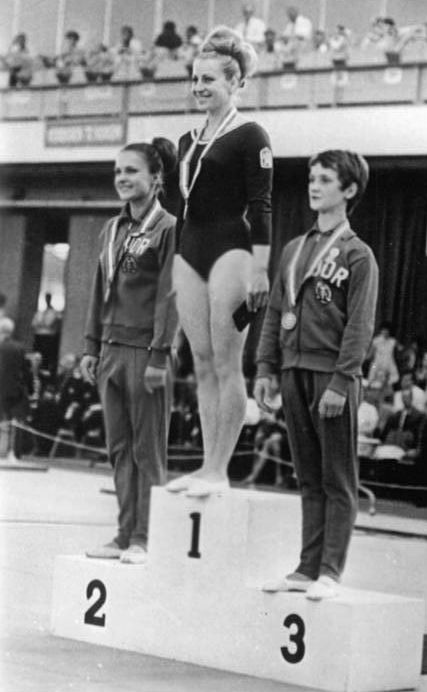
Photo du podium du saut de cheval

| Pos.               | Pays               | Gymnaste            | Points |
| ------------------ | ------------------ | ------------------- | ------ |
| Médaille d'or      | Tchécoslovaquie    | Vera Caslavska      | 19.733 |
| Médaille d'argent  | Allemagne de l'Est | Erika Zuchold       | 19.533 |
| Médaille de bronze | Allemagne de l'Est | Karin Janz          | 19.333 |
| 4                  | Tchécoslovaquie    | Mariana Krajcirova  | 19.233 |
| 5                  | Union soviétique   | Natalia Kuchinskaya | 19.200 |
| 5                  | Union soviétique   | Zinaida Druzhinina  | 19.200 |

#### Barres asymétriques
| Pos.               | Pays               | Gymnaste           | Points |
| ------------------ | ------------------ | ------------------ | ------ |
| Médaille d'or      | Tchécoslovaquie    | Vera Caslavska     | 19.199 |
| Médaille d'argent  | Allemagne de l'Est | Karin Janz         | 19.166 |
| Médaille de bronze | Tchécoslovaquie    | Mariana Krajcirova | 19.066 |
| 4                  | Union soviétique   | Zinaida Druzhinina | 18.966 |
| 5                  | Hongrie            | Margit Oroszi      | 18.933 |
| 6                  | Hongrie            | Agnes Banfai       | 18.900 |

#### Poutre
| Pos.               | Pays               | Gymnaste            | Points |
| ------------------ | ------------------ | ------------------- | ------ |
| Médaille d'or      | Tchécoslovaquie    | Vera Caslavska      | 19.833 |
| Médaille d'argent  | Union soviétique   | Natalia Kuchinskaya | 19.666 |
| Médaille de bronze | Union soviétique   | Zinaida Druzhinina  | 19.499 |
| 4                  | Allemagne de l'Est | Karin Janz          | 19.466 |
| 5                  | Tchécoslovaquie    | Mariana Krajcirova  | 19.132 |
| 6                  | Allemagne de l'Est | Erika Zuchold       | 19.099 |

#### Sol
| Pos.               | Pays             | Gymnaste            | Points |
| ------------------ | ---------------- | ------------------- | ------ |
| Médaille d'or      | Tchécoslovaquie  | Vera Caslavska      | 19.866 |
| Médaille d'argent  | Union soviétique | Natalia Kuchinskaya | 19.733 |
| Médaille de bronze | Union soviétique | Zinaida Druzhinina  | 19.666 |
| 4                  | Tchécoslovaquie  | Mariana Krajcirova  | 19.366 |
| 5                  | Roumanie         | Rozalia Filipescu   | 19.166 |
| 6                  | Roumanie         | Elena Ceampelea     | 19.033 |